# Мюсселканал
Мюсселканал (нід. Musselkanaal) — село в нідерландській провінції Гронінген. Входить до муніципалітету Стадсканал.
Його площа становить 11,56км², а населення станом на 2021 рік складало 7 130 осіб.
Було започатковане адміністрацією міста Гронінген у 1840 роках для розміщення робітників, зайнятих видобутком торфу.

## Галерея

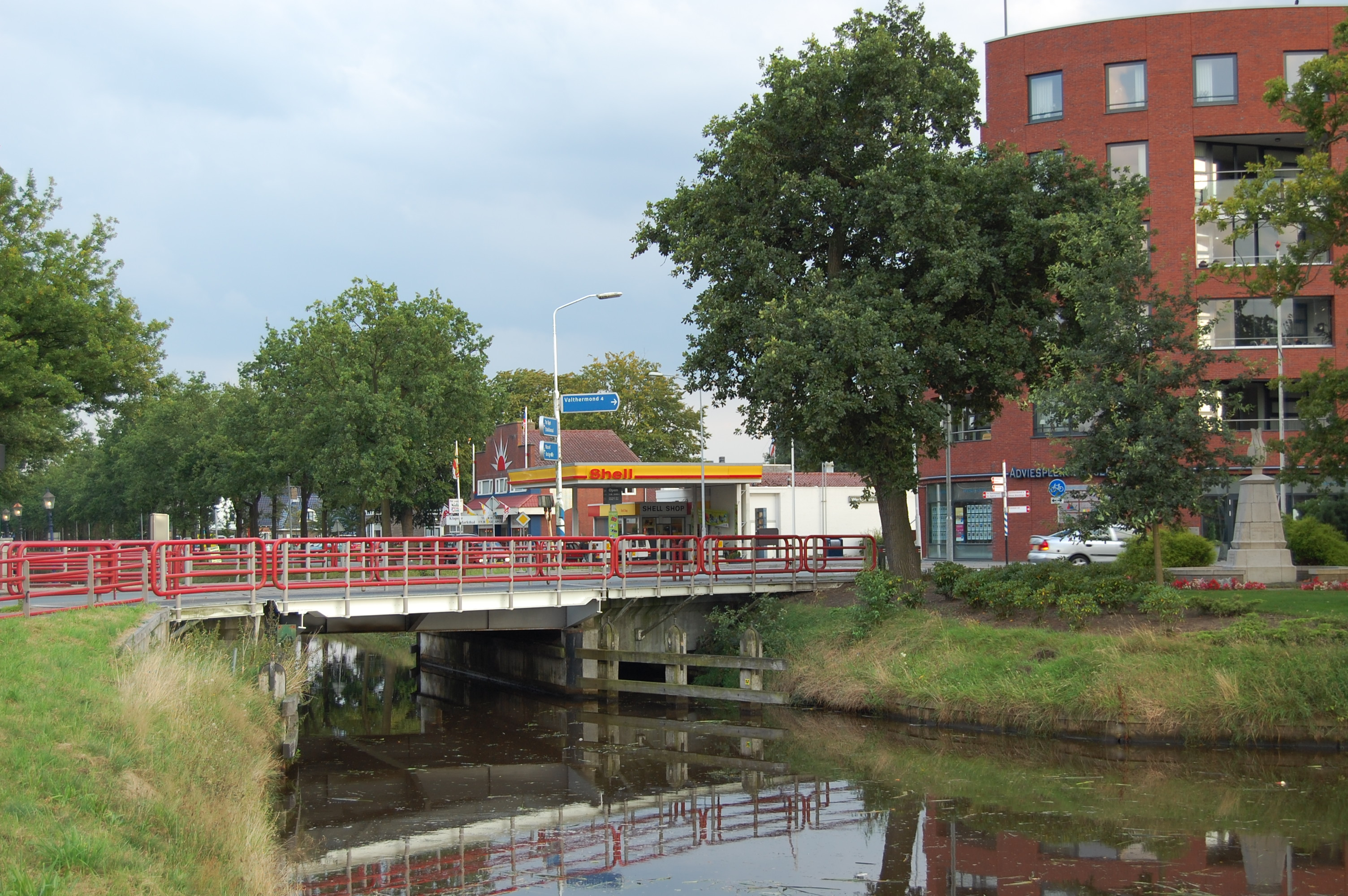
Міст
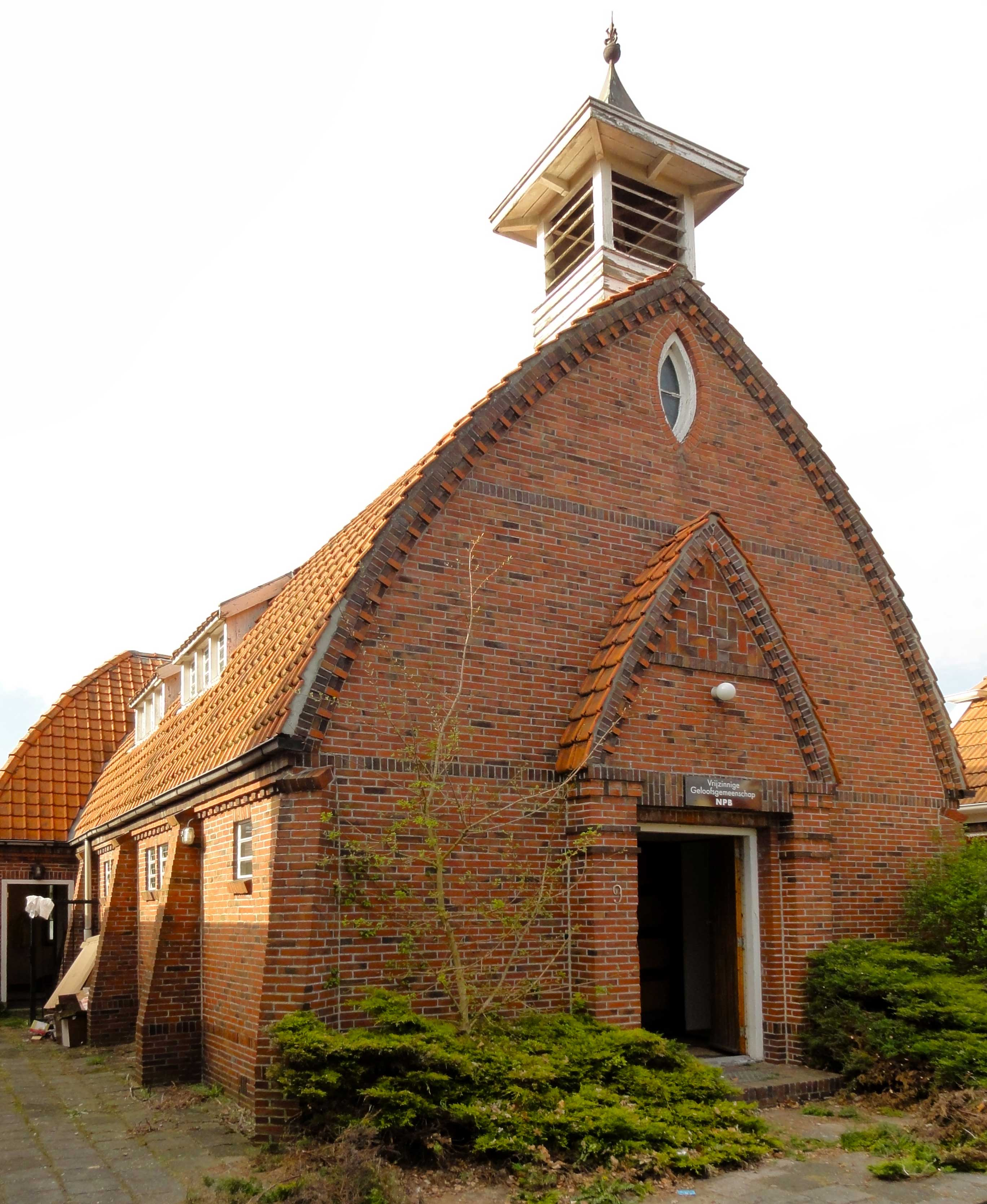
Протестантська церква
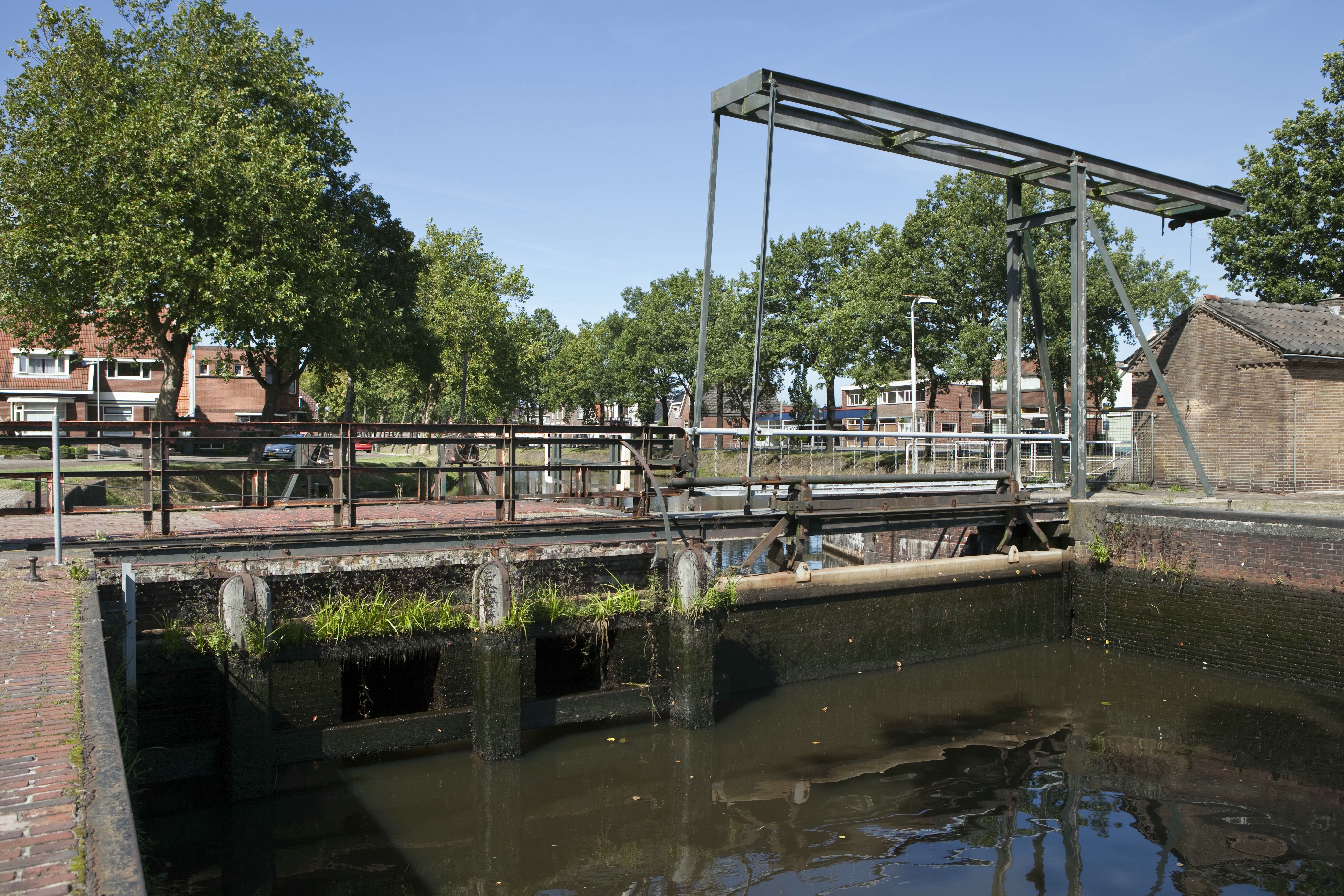
Шлюз на каналі